# Situle de Kuffarn
La situle de Kuffarn ou situle de Kuffern est une situle historiée en bronze, récipient en forme de seau tronconique, conservée au Musée d'histoire naturelle de Vienne. Elle a été trouvée en 1891 près de Kuffern en Basse-Autriche et date d'environ 400 av. J.-C. Elle se rattache à l'art des situles, style de décor figuré répandu de l'Italie du Nord à la Dalmatie entre le VIe et le IVe siècles av. J.-C. Elle est la plus septentrionale des situles de ce type et aussi l'une des plus récentes.

## Découverte
La situle a été découverte en 1891 lors de fouilles pratiquées dans une carrière près de la localité de Kuffern, dépendant de la commune de Statzendorf, dans la vallée de la Traisen, non loin de St. Pölten (Basse-Autriche). La tombe dans laquelle la situle a été trouvée (tombe 1) contenait aussi une louche en bronze, les morceaux d'une épée de fer, un couteau, des pointes de lances et de flèches, les fragments d'une fibule de type Certosa et de la céramique.